# Тер-Арутюнянц Георгій Йосипович
Георгій Йосипович Тер-Арутюнянц (1914–2004) — інженер-конструктор, Заслужений будівельник УРСР (1982), нагороджений орденом Трудового Червоного Прапора (1966). Майже 50 років (до самої смерті) пропрацював в Діпромісто з такими архітекторами як І. Каракіс та багато інших. ін, розробляв безліч новаторських типових проєктів.

## Біографія
- З 1933 по 1935 рр. працював у проєктній конторі «Мосдонбудпроект»;
- В 1940 р. закінчив Київський інженерно-технічний інститут;
- З 1941 по 1944 рр. воював, закінчив Вищу офіцерську школу, дійшов до звання лейтенанта;
- З 1945 по 1993 рр. працював в проєктному інституті «Діпромісто» на посаді інженера-конструктора. Згодом став головним конструктором, а потім головним інженером.

## Проєкти
- Розробив генеральну схему розміщення виробничих сил УРСР;
- Розробив генеральну схему розміщення місць відпочинку;
- У 1956–1960 допомагав архітектору Йосипу Каракісу в будівництві школи № 80 по бул. Дружби Народів у м. Києві.
- Проєкт санаторного комплексу в Кончі-Заспі;
- Проєкт музично-драматичного театру в м. Тернополі, Полтаві, Вінниці;
- Проєкт санаторію «України» в м. Гагри;
- Проєкт санаторію «Юний ленінець» у м. Євпаторії;
- Також типові проєкти шкіл, житлових та адміністративних будівель;